# Djiboutiregionen
Djiboutiregionen är en region i Djibouti. Den ligger i den östra delen av landet. Antalet invånare är 623 891.
Följande samhällen finns i Djiboutiregionen:
- Djibouti
- Ouê‘a
- Loyada